# Stora Bollhuset

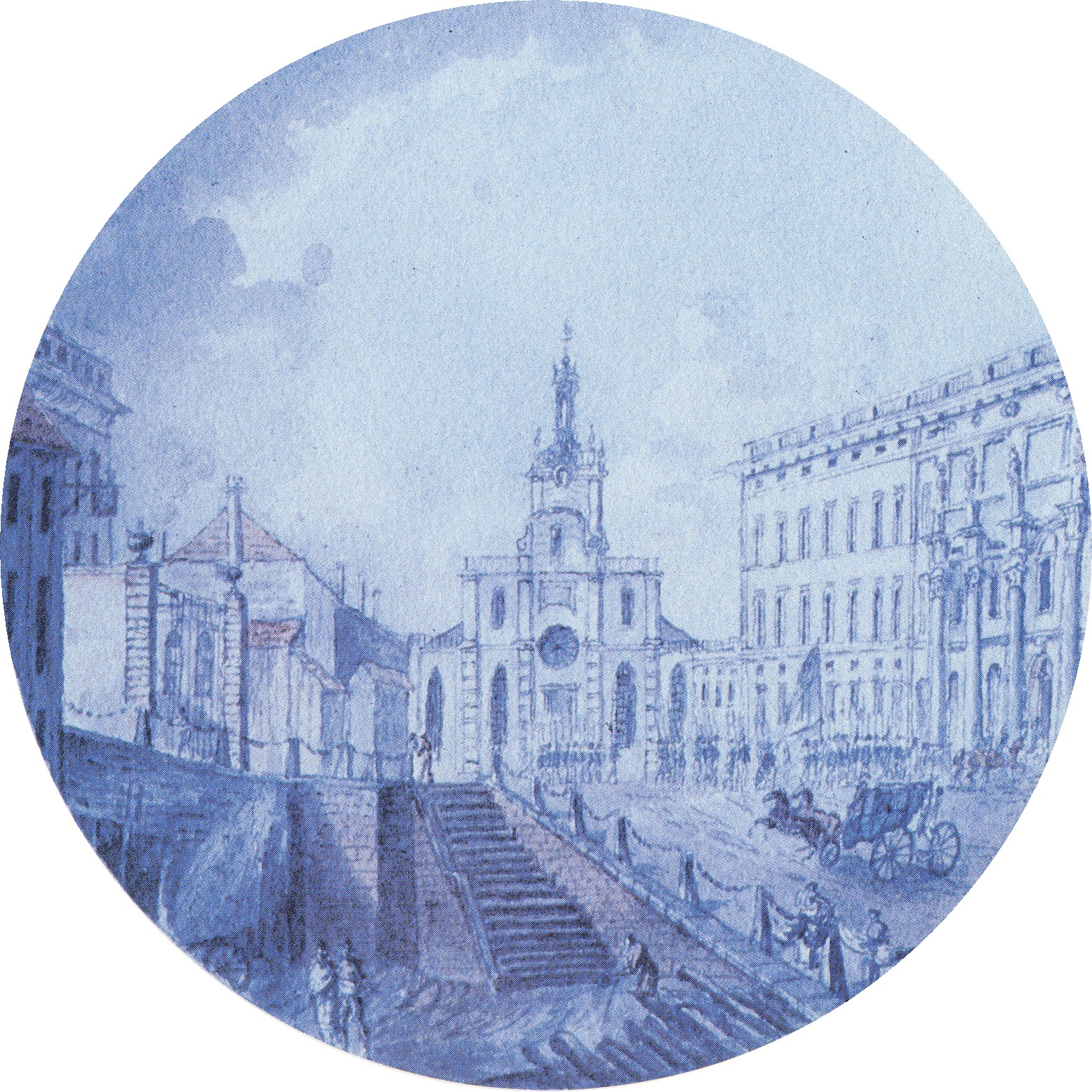
Stora Bollhuset vid Slottsbacken kring 1780-talet. Byggnader från vänster: Tessinska palatset, Stora Bollhuset (med rött tegeltak), Storkyrkan och Stockholms slott. Teckning av Martin Rudolf Heland.

Stora Bollhuset var en byggnad i Gamla stan i Stockholm. Det var ett enkelt stenhus med tegeltak som låg i en då inhägnad kunglig trädgård på södra sidan av nuvarande Slottsbacken. Byggnaden, som uppfördes 1627 och revs efter säsongen 1792–1793, var från början en idrottslokal för bollspel (därav namnet) och användes tidigt som tillfällig teaterlokal. Bollhuset inreddes till riktig teater 1699 och revs 1793. Det kallades också Gamla Bollhuset och Bollhusteatern.
Stora Bollhuset användes till en början enbart för bollspel, men från omkring år 1660 spelades även teater där. Byggnaden representerar en rad viktiga händelser i Sveriges teaterhistoria, och flera viktiga institutioner har inrymts inom dess väggar under historiens lopp. Där öppnades Sveriges kanske första teater 1667, där fanns landets första nationalscen 1737–1754 och där gavs den första operaföreställningen i Sverige den 18 januari 1773. Både Operan (1773), Dramaten (1788) och Kungliga Baletten (1773) hade ursprungligen sina lokaler där. Även Stockholms franska teater fanns där 1783–1792. Den beskrivs som en vitmenad byggnad med valmtak, stor men enkel. Idag har Finska församlingen i Stockholm sedan 1725 sin kyrka i Lilla bollhuset som uppfördes bakom och söder om det stora mellan åren 1648 och 1653.

## Stora Bollhuset under dess äldsta tid

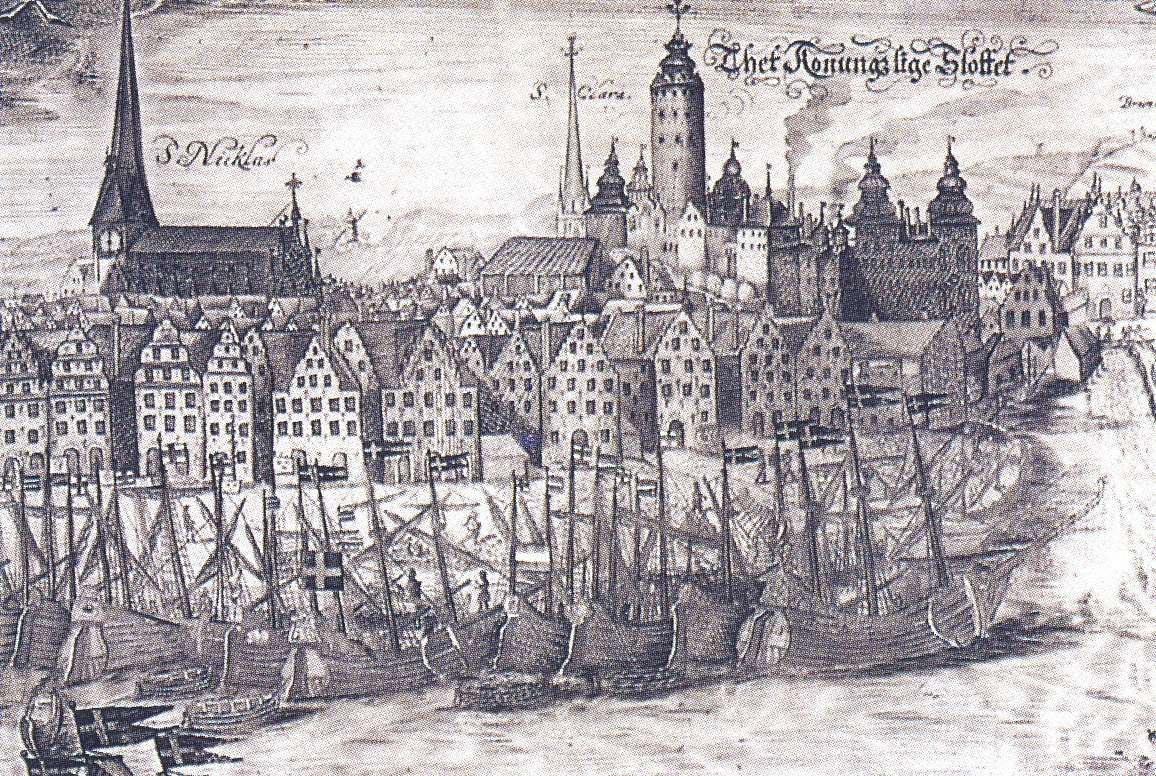
Stora Bollhuset syns på krönet av Slottsbacken strax vänster om slottet Tre Kronor, cirka 1650. Från gravyr av Wolfgang Hartmann.

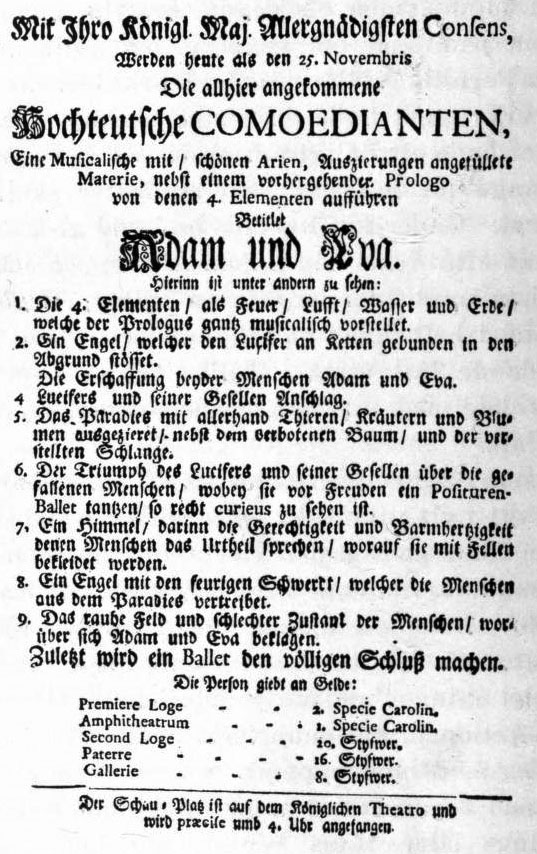
Affisch Bollhusteatern

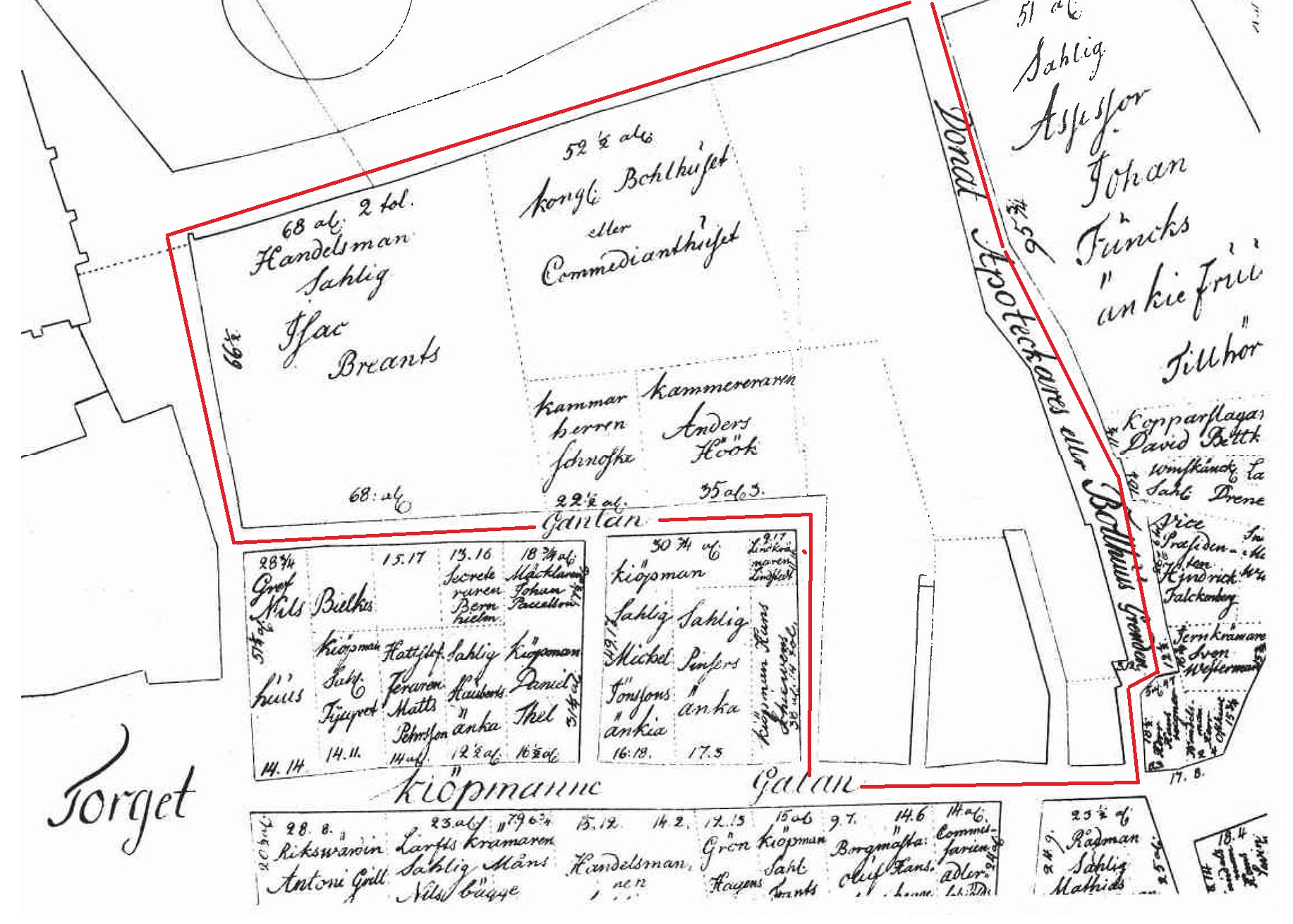
"Kongl. Bohlhuset eller Commedianthuset" på tomtkartan för kvarteret Europa år 1700.

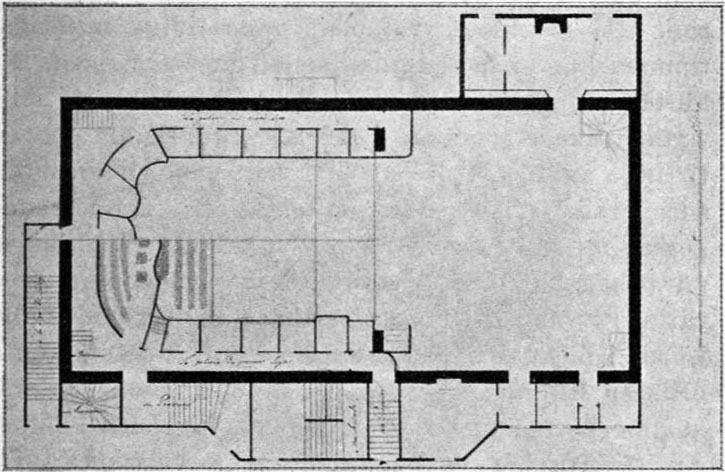
Bollhusteatern, planritning.

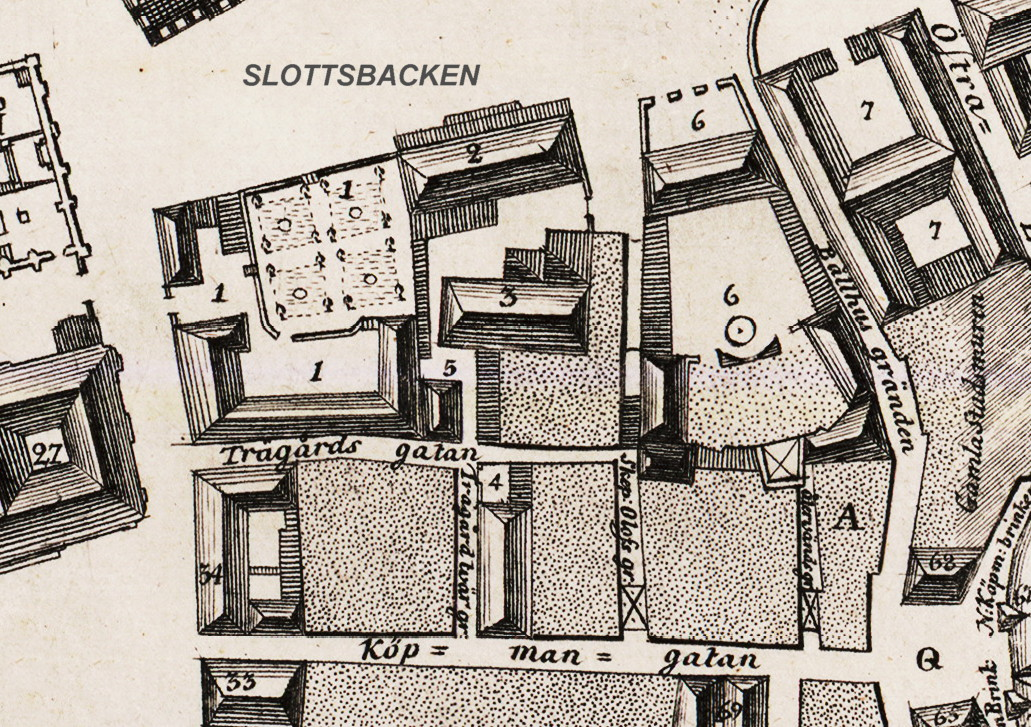
Stora (2) och Lilla Bollhuset (3), 1771.

Stora Bollhuset uppfördes av kronan år 1627. Det användes ursprungligen för en bollsport, jeu de paume, som då var mycket populär vid de europeiska hoven, och det användes främst av hovet. När ett nytt bollhus uppfördes 1648–1653, började byggnaden kallas Stora Bollhuset eller Gamla Bollhuset, medan det nya bollhuset kallades Lilla Bollhuset eller Nya Bollhuset. År 1663 förpantades Stora Bollhuset till den franske köpmannen Charles Boit (far till Charles Boit), och efter dennes död 1679 övertog hans änka bollhusrättigheterna. Stora Bollhuset övertogs återigen av kronan när bollhusrättigheterna avskaffades inför ankomsten av det franska teatersällskapet år 1699.
Stora Bollhuset började vid okänd tidpunkt tjänstgöra som lokal för de resande teatersällskap som gästade Stockholm under 1600-talet. Eftersom bollhus var byggda med åskådargallerier runt en arena, var det vanligt för resande teatersällskap i Europa att använda dem som tillfälliga scener. Det finns vissa svårigheter att klarlägga teaterverksamheten i Stora Bollhuset under 1600-talet, eftersom Stockholm hade två bollhus och både Lilla och Stora Bollhuset användes av teatersällskapen i Stockholm. Dessutom används också en tredje byggnad, Lejonkulan, även den ofta som scen av teatersällskapen i Stockholm vid samma tidpunkt. Lilla Bollhuset användes bevisligen som teaterlokal från 1662 och framåt, medan Lejonkulan användes som teater från år 1667. Den första säkert bekräftade föreställningen i Stora Bollhuset ägde rum den 29 oktober 1684, då ett oidentifierat teatersällskap enligt ett programtryck uppförde pjäsen Disa av Johannes Messenius.
När Lejonkulan revs 1689, reserverades Stora Bollhuset för Dän Swänska Theatren fram till 1691. Det var Sveriges första svenskspråkiga teater. Under den tiden bör övriga teatersällskap ha hänvisats till Lilla Bollhuset. Under 1690-talet uppträdde ett oidentifierat kursachsiskt sällskap i Stora Bollhuset. Bland de teatersällskap som besökte Stockholm under denna tid fanns Johann Christoffer Loner (som också uppträdde i Estland) 1662–1664 och 1668–1669, Johann August Ulich 1668 och 1696–1697, David Müllstreich 1686–1687 och 1691, Sebastiano di Scio, (aktiv vid hovet i Hannover) 1688–1689 och 1695–1696. För dessa bör Lejonkulans teater ha varit stängd efter 1686 och Stora Bollhuset under 1689–1691, medan Lilla Bollhuset var tillgängligt hela perioden: efter 1691 kan båda bollhusen ha använts.
Föreställningarna av de utländska sällskapen hölls uppenbarligen ibland också för allmänheten. Den kanske första gången detta skedde var år 1684. Språkproblemen gjorde dock att teatern främst gynnades av dem som hade lärt sig främmande språk. Ett talande exempel är att den utländska trupp som tycks ha varit mest populär bland allmänheten, den tyska truppen på 1730-talet, som var mycket flitig med många föreställningar under sin tid där, beskrivs nästan som en cirkustrupp med pantomim, akrobatik och visuella effekter i sitt skådespel snarare än tal.
Stora Bollhuset övertogs återigen av kronan när bollhusrättigheterna för Charles Boits änka drogs in 1699. Detta skedde inför ankomsten av det franska teatersällskap som hade engagerats samma år, och som i sitt kontrakt erbjöds en teaterlokal. Samma år inreddes Stora Bollhuset permanent till teater.

## Den första nationalteatern: Kungliga Svenska Skådeplatsen
Under det stora nordiska kriget hade alla teaterverksamhet upphört i Stockholm, då inget teatersällskap såvitt är känt hade varit verksamt i Sverige sedan 1706. Efter freden 1721 kunde återigen utländska teatersällskap uppträda i Stockholm, där ännu ingen inhemsk teaterverksamhet fanns, och ett intresse för teater gav upphov till flera svenskspråkiga amatörteatersällskap under 1720- och 1730-talen. Bland dessa fanns Greve De la Gardies komedianter, en grupp adliga ungdomar som uppträdde för adeln. Amatörteatersällskapen skapade ett intresse för en inhemsk teater.
År 1737 hölls en svenskspråkig teaterföreställning, Tobiaspjäsen, som uppfördes på Fredrik I:s födelsedag av en grupp till namnet okända studenter. Föreställningen gjorde succé och väckte debatt om att grunda en inhemsk teater med svenska yrkesaktörer, som skulle tillfredsställa behovet av teater och samtidigt lösa problemet med dyra utländska teatersällskap. 
Ständerna godkände förslaget om upprättandet av en nationalscen i Stockholm, och samma år invigdes teatern Kungliga svenska skådeplatsen på Stora Bollhuset av den första pionjärtruppen av svenska yrkesaktörer, som kallade sig Svenska Komedien. Teatern invigdes med pjäsen Svenska Sprätthöken av Carl Gyllenborg, som brukar räknas som den första svenskspråkiga komedin.
Teatern var först statlig, men från 1740 och framåt drevs den av skådespelarna själva. Den var stängd åren 1738–1739 och under landssorgen efter Ulrika Eleonora 1741–1743.
Kungliga svenska skådeplatsen var Sveriges första nationalscen, och den första teater i Sverige där drama, opera och balett uppfördes offentligt av inhemska yrkesartister. Uppgifter om dess verksamhet är ofullständig, men det är dokumenterat att teatern inte endast uppförde drama, utan också opera, balett och annan form av underhållning. Under år 1738 framfördes till exempel pausvisor av en "ung gosse" med vacker röst, och en aktör utklädd till Pierrot dansade "en wig dans" mellan akterna: under pjäsen Drottning Disa uppfördes musik av en orkester på 25 personer, samt balettkomedin Le bourgeois gentillhomme av Molière med tolv stora baletter av 12 och 8 personer, och efter pjäsen Dårhuset år 1741 sjöng "vår lilla sångerska" en aria och en sex år gammal balettdansös dansade solo. 
Informationen om artisterna är ofta knapphändig, och många av skådespelarna, sångarna och framför allt dansarna är okända. 
Kungliga svenska skådeplatsen var ingen liten teater: i det dåtida fortfarande lilla Stockholm inrymde det 800 platser. En renovering gjordes av byggnaden 1723 och 1732. Det beskrivs då som en rektangel av tegel med ett valmat sadeltak med ena långsidan mot Slottsbacken. 
Salongen var halvelliptiskt formad med parterr, två rader och ett galleri ovanför. Parterren hade amfiteatraliskt ordnade sittplatser längst bak vilket kallades balkong, men de flesta var ståplatser. Raderna var indelade i loger med åtta platser, vilka sträckte sig ända in bakom rampen. Detta var vanligt på den tiden. Kungliga logen (från 1723 med egen ingång) låg vid norra sidans första rad. Scenen hade ett orkesterdike och låg vid den gavel som vette åt Storkyrkan. Det fanns annex längs utsidan av både norra och södra långväggen: omklädningsrum och trapphus låg i det norra annexet, magasin i det södra. Ovanpå låg en vind för maskineriet.

## Franska teatern Du Londel
Efter säsongen 1753–1754 överläts byggnaden på Sällskapet Du Londel, de franska teatersällskap som förstnämnda år hade engagerats av drottning Lovisa Ulrika. 
Det franska teatersällskapet spelade offentligt i Stora Bollhuset i huvudstaden två gånger i veckan under vintrarna. De uppförde pjäser i fem akter med efterpjäser av Corneille, Racine och Molière, Diderot och Beaumarchais. De uppförde även sångspel och baletter. De höll en omvittnat hög konstnärlig nivå och höll sig uppdaterade med de senaste pjäserna från Paris. 
Byggnaden var också platsen för offentliga maskeradbaler, vilka anordnades för skådespelartruppernas ekonomiska underhåll. Den första offentliga maskeraden hade hållits av den första franska truppen redan under Karl XII:s tid, år 1701. De var populära: en karneval år 1763 lockade 600 gäster och gav en vinst på 6000 plåtar.

## Den andra nationalteatern: Operan och Dramaten

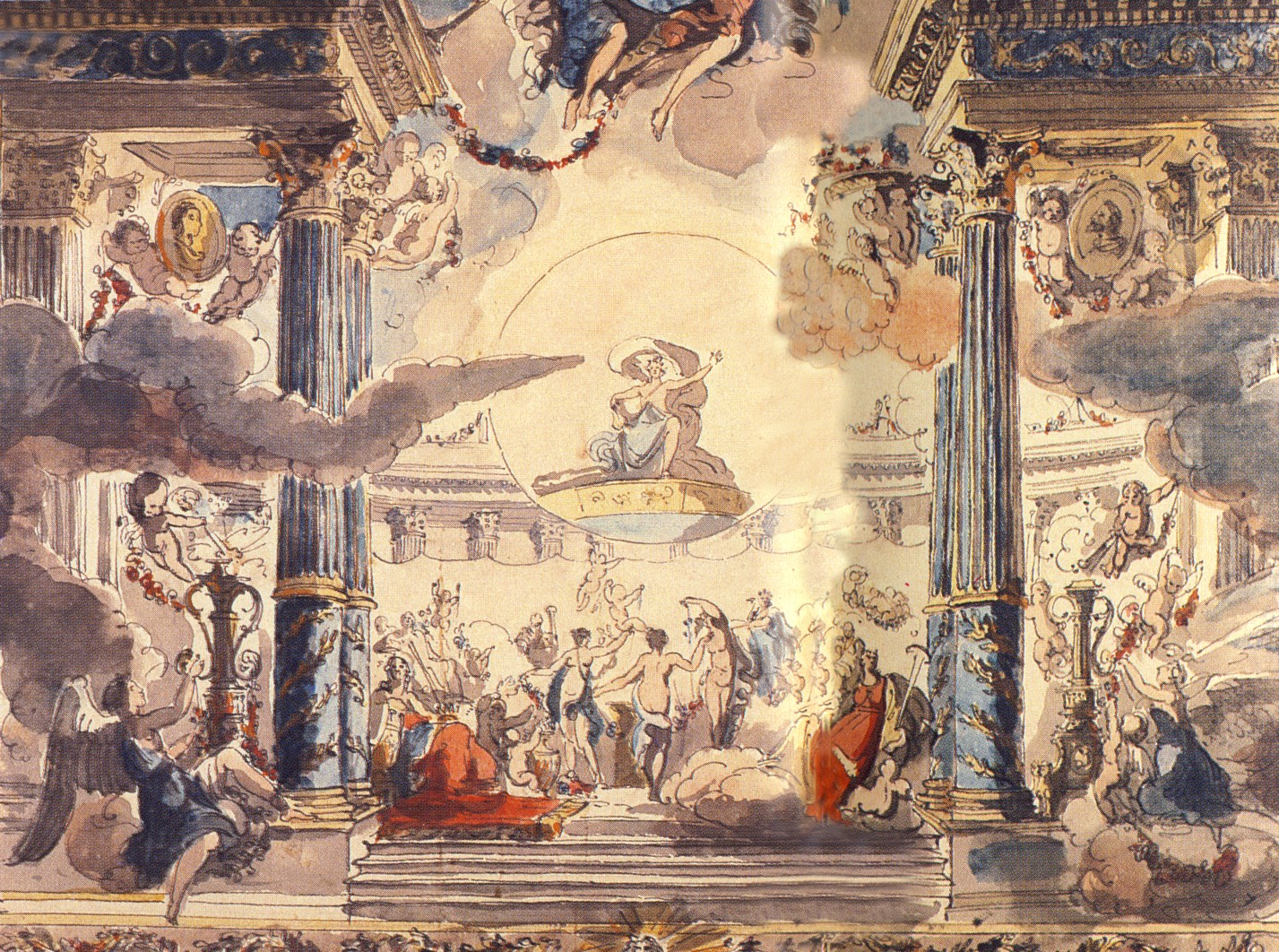
Louis Jean Desprez skiss till ridå för Stora Bollhuset, 1780-talet (Nationalmuseum)

Först 1771 avskedades den franska truppen av Gustav III och en varaktig inhemsk teaterkultur kunde på allvar börja utvecklas i Sverige, med svenska skådespelare som uppträdde i Bollhuset. Gustav ville grunda inhemska yrkesgrupper inom de tre yrken, opera, teater och dans, som hittills varit reserverat för utlänningar, och som ett led i detta kulturprojekt grundade han Operan (1773), Kungliga Baletten (1773), Dramatens elevskola (1787) och Dramaten (1788), för opera, dans och drama. Alla dessa institutioner hade ursprungligen sina lokaler i Stora Bollhuset.
Den 19 januari 1772 annonserade några kvarvarande medlemmar av den franska truppen sina sista pjäser, opéra comiquerna Le Devin du Village och Le Fete de l'Amour i Allehanda, sedan stod byggnaden tom. Petter Stenborg bad då om att få uppföra en föreställning med sin trupp för den svenskspråkiga teaterns skull. Pjäsen ansågs dålig men blev trots det en succé för språkets skull, och Gustav bestämde sig då för att grunda en svenskspråkig scen. Redan 1772 författades också ett reglemente för Operan av Gustav själv, och 1773 grundades operan (dock inte med Stenborgs trupp). Inför invigningen 1773 målades väggarna i grågult, kungliga logen i blått och guld och övriga i rött, läktarbrösten i olika "ornamenter och collueurer" och taket till en himmel i vitt och guld.
Gustav III hyrde 1781 in en fransk teatertrupp, men inte för att ersätta den svenska, utan för att undervisa dem i den moderna kontinentala scenkonsten och utgöra ett gott artistiskt exempel på den moderna teaterkonsten; dess ledare och teaterdirektör, Jacques Marie Boutet de Monvel, var berömd i Frankrike. Dessa aktörer undervisade många av de första svenska aktörerna, och blev också lärare i Dramatens elevskola. Den franska truppen agerade instruktörer för de svenska eleverna och utgjorde ett gott exempel för sin organisation och sammanhållning. De delade lokal med den svenska teatern, men de två trupperna uppträdde var för sig på scenen, och kallades "Svenska teatern" respektive "Franska teatern". Den "Franska teatern" berömdes mycket men var mest populär bland den franskspråkiga överklassen och utlänningar. Även andra mer kortvariga teatrar uppträdde i byggnaden: spelåret 1780-1781 uppförde Nicolosis italienska trupp operabuffor av Niccolò Piccinni och Baldassare Galuppi, och 1783 uppträdde de Små Fransyska Comedianterna både här och på Eriksbergsteatern.
Bollhusteatern firade triumfer under 1770- och 1780-talen. Verksamheten växte snabbt: år 1779 sysselsatte den arton skådespelare, två körmästare, tio korister och skådespelare, trettionio körmedlemmar, fyrtiotre dansare; sju år senare, 1786, hade personalen utökats, och sysselsatte nu sextioen kapellister, nittioen körmedlemmar, tjugoåtta fast anställda skådespelare, fyra dekorationsmålare, två maskinister, sjuttiotvå dansare, tretton instruktörer, fyrtio elevskådespelare och ett antal scenarbetare.
I april 1787 erhöll Adolf Fredrik Ristell privilegium på att under sex år uppföra svenska skådespel på Bollhusteatern. Därigenom uppstod "Svenska dramatiska teatern". Han fick skrivna bidrag från bland andra konungen, Elis Schröderheim, Bellman och A. N. Clewberg (Edelcrantz), men han skrev även själv flera verk. Teatern öppnades den 2 juni 1787 med ett av honom bearbetat teaterstycke, Visittimman; sedan uppfördes Den bedragne advokaten, Marcus Wimmerberg, efter Molière, Mor Brita och spöket, alla bearbetade, Krediten och Skolmästaren, författade av Ristell.
I april 1788 flydde direktör Ristell utomlands från 13 000 riksdaler i skuld, efter att teatern gått i konkurs. Skådespelarna styrde då teatern som kooperativ under kungliga konstakademins beskydd och överinseende med kungen som formell chef; kooperativet avskaffades 1803. Bollhuset användes som teater fram till 1792–1793, då byggnaden revs.

## Skådespelare och teatertrupper verksamma i Bollhusteatern
Den Holländska Truppen 1667–1674
- Salomon Fino
- Jan Baptist van Fornenbergh (1624–1697)
- Helena Heusen (1622–1680)
- Daniel Loodewicx
- Anna Parkar-Boonefaes
- Gertruyt Rijndorp-Boonefaes
- Dorotea van Fornenbergh

Den Holländska Truppen 1680–1684
- Jillis Nozeman
- Trial Parkar
- Jacob Sammers (1632–1689)

Den Svenska Studenttruppen från Uppsala 1686–1691
Denna trupp, som kallades Dän Swänska Theatren, bestod av en grupp idealistiska studenter från förmögna familjer; då truppen avvecklades 1691 tillträdde de högre ämbeten, så som de blivit lovade från början.
- O. Rudbeck
- Isak Börk, truppens direktör
- Carl Johan Ollieqvisth
- Andreas Strömbergh
- Georg Törnqvist (Adlercreutz), aktör, författare och översättare
- Johan Widman

Den Tyska Truppen 1691–1697
- Ferdinand Egidius Paulusen
- Johann Velthen, ledare för Det Velthenska sällskapet
- Anna Cathrina Velthen
- Fraulein Denner
- Denner den äldre
- Denner den yngre
- Dorseus
- Store Müller
- Lille Müller
- Johann Speigelberg

Den Franska Truppen 1699–1706
Denna trupp höll hög kvalitet med både drama, opera och balett, men på grund av språket fick de aldrig någon högre popularitet bland allmänheten.
- Marie Anne Aubert, sångerska
- Jean Francois Bénard, dansare
- J.B. de Crous, musiker
- Gillette Boutelvier-Duchemin (d. 1765)
- Jean Pierre Duchemin (1674–1754)
- Antoine Dupré, dansare.
- Francoise Fabe-Picard, dansare
- Claude Guilmois de Rosidor, direktör
- Marianne Guillemay du Chesnay Bérge de Rosidor
- Robert Lemoine de la France, musiker
- Henri de la Motte, musiker
- Louis Picard, dansare
- Jacques Rénot, musiker
- Marie Trouche-du Chesnay-de Rosidor (d. 1705)

Den Tyska Truppen 1721
- Gabriel Müller

Den Franska Truppen 1723–1727
Detta beskrivs ofta som en operatrupp. De spelade opera till 1724, därefter talpjäser.
- Mademoiselle Aubert
- Monsieur Bourgoin Le Romain, truppens musikmästare och tonsättare
- Monsieur Chateaufort
- Jeanne Perrette Le Chevalier
- Monsieur Demarest
- Mademoiselle Dimanche
- Mademoiselle Dupille
- Monsieur Galoudet
- Charles Langlois, direktör 1737–1739
- Jean-Baptiste Landé, dansmästare, direktör
- Madame Landé, maka till Jean-Baptiste, operasångare och dansare
- Mademoiselle Le Brun
- Monsieur Museur
- Monsieur Paillard
- Monsieur Thierry

Den Tyska Truppen 1731–1737
Denna trupp är ofullständigt känd men var den utländska trupp som var kanske mest populär bland allmänheten; från mitten av 1731 till våren 1734 gavs 200 föreställningar, 1735–1737 98 st.
- Martin Müller
- J.C. Kreutzer

Den Första Svenska Truppen 1737–1754
Detta var Sveriges första inhemska trupp av infödda skådespelare, sångare och dansare.
- Johan Bergholtz
- Christian Berner (1702–1773), dansare
- Johanna Catharina Enbeck
- Margareta Maria Fabritz (1716–1800)
- Nils Flodell (1714–1759)
- Anna Maria Göttling
- Anders Hallberg
- Kristian Knöppel (1717–1800)
- Peter Lindahl (1712–1792), komiker och direktör
- Johan Ohl (1704–1766), musikant och sångare
- Johan Palmberg (1713–1781)
- Petter Stenborg (1719–1781)
- Beata Sabina Straas (d. 1773)
- Brita Christina Schenbom
- Elise Lillström, sångerska

Den Franska Truppen 1753–1771
Denna trupp spelade för allmänheten, men var på grund av språket mest en angelägenhet för de som kunde franska; de beskrivs ofta som en hovtrupp som spelade i slottsteatrarna på Drottningholm och Ulriksdal
- Armand, truppens Harlekin
- Barthelémy d'Armancourt
- Marie Baptiste, sångerska, tragedienne
- Angélique Cénas, barnskådespelare, dotter till Barbe Marguerite Henry
- Gaspard Cénas
- François Chatillon
- Monsieur Compani-Despierviére
- Madame Desroches
- Monsieur Desroches
- Ninon Dubois Le Clerc, dansös
- Jeanne Du Londel, direktör 1753–1756.
- Louis Gallodier, dansör
- Barbe Marguerite Henry, komiker
- Louise Du Londel
- Louis Du Londel, direktör 1756-1771
- Marguerite Morel, dansare
- Pierre-Claude Senisseler-Soligny
- Elisabeth Soligny, premiärdansös, balettmästare

Den Italienska Truppen 1754–1757
Detta var en operatrupp som hade hyrts in för att komplettera den franska teatertruppen. De togs ur Pietro Mingottis trupp i Köpenhamn och avskedades av ekonomiska skäl.
- Gaspera Beccaroni, sopran,
- Giovanni Coci, Croce eller Croze (1723–1764), tenor
- Elena Fabrice, alt
- Mariana Galeotti eller Galliotti, sopran
- Rosa Scarlatti, 1727–1775
- Domenico Scogli eller Scoglie, kastrat
- Francesco Antonio Uttini, kapellmästare

Den Andra Svenska Truppen 1773–1782
Detta brukar räknas som pionjärtruppen för den svenska opera- och skådespelarkåren; de hämtades ofta från barn till musiker och hovpersonal. Många var dock utlänningar; nästan hela baletten bestod av dansare från den förra, ovanstående franska truppen. 
- Nils Magnus Annerstedt
- Lovisa Augusti, operasångerska.
- Hans Björkman
- Charlotta Eckerman (1759–1790)
- Anna Sophia Holmstedt (1759–1807)
- Kristofer Kristian Karsten (1756–1827)
- Lars Lalin (1729–1785)
- Elisabeth Olin (1740–1828)
- Anders Nordén
- Ulrica Rosenlund (1761–1779)
- Charlotte Slottsberg, dansös
- Franziska Stading (1763–1836)
- Carl Stenborg (1752–1813)
- Diedrich Tellerstedt
- Hedvig Wigert (1748–80)

Den Franska Truppen 1783–1792
Den franska truppen inkallades 1781 och uppträdde till 1783 på Drottningholms slottsteater. I Bollhuset agerade de franska aktörerna som lärare till de svenska skådespelarna, men de var autonoma och uppträdde enskilt och kallades "Den Franska Teatern". De avskedades vid Gustav III:s död.
- Mademoiselle Baron (d. 1783)
- Monsieur Delaroche, direktör 1786–1792
- Anne Marie Milan Desguillons, organisatör av Dramatens elevskola
- Madame Dutillier
- Francois Marie Moussé Félix, rektor vid Dramatens elevskola
- Monsieur Feuillet
- Louis Frossard, dansör
- Sophie Hus (1758–182?)
- Jean-Rémy Marcadet
- Marie Louise Marcadet (1758–1804) sångerska och tragedienne
- Jacques Marie Boutet de Monvel, direktör 1781–1786
- Monsieur Saint-Ange
- Monsieur de la Tour, regissör

Den Tredje Svenska Truppen 1787–1793
Detta var den första svenska truppen för taldramatik i Bollhusteatern på femtio år då den inrättades under ledning av Adolf Fredrik Ristell; då den gick bankrutt år 1788, blev den Dramatens pionjärtrupp.
- Samuel Ahlgren (1764–1816)
- Abraham de Broen (1759–1804)
- Louis Deland (1772–1823), dansare, sångare, komiker
- Gertrud Elisabeth Forsselius, (1771–1850), komiker och sångerska
- Maria Franck (1769–1847), dramatiker, senare rektor för Dramatens elevskola
- Fredrica Löf (1760–1813)
- Louise Götz (1772–?)
- Lars Hjortsberg (1772–1843), sångare, dramatiker och komiker
- Ebba Morman (1769–1802)
- Carl Schylander (1748–1811)
- Kjell Waltman, komiker
- Andreas Widerberg (1766–1810)

## Framförda verk[6]
| 1792 | Didon  |                                                  | Jean-Jacques Lefranc, Marquis de Pompignan |
| 1792 | Oedipe | Francesco Antonio Uttini och Joseph Martin Kraus | Gudmund Jöran Adlerbeth                    |

### Skådespel
| År        | Titel                              | Kompositör                                         | Libretto                                                                                          | Koreografi                                                | Scenografi |  |
| --------- | ---------------------------------- | -------------------------------------------------- | ------------------------------------------------------------------------------------------------- | --------------------------------------------------------- | ---------- |  |
| 1774-1792 | Birger Jarl                        | Francesco Antonio Uttini och Henrik Philip Johnsen | Gustaf Fredrik Gyllenborg och Gudmund Jöran Adlerbeth (5:e scenen i 3:e akten och divertissement) | Louis Gallodier (Jean-Rémy Marcadet, ny balett från 1790) |            |  |
| 1776-1788 | Athalie                            | Francesco Antonio Uttini och Georg Joseph Vogler   | Jean Racine (översättning av J. Murberg)                                                          |                                                           |            |  |
| 1777-1791 | Iphigenie                          | Francesco Antonio Uttini                           | Jean Racine (översättning av Gudmund Jöran Adlerbeth)                                             |                                                           |            |  |
| 1777-1791 | Merope                             |                                                    | Voltaire (översättning av Adolf Fredrik Ristell och Johan David Valerius                          |                                                           |            |  |
| 1777-1791 | Gengis Chan                        |                                                    | Voltaire (översättning av Carl Henrik Flintberg                                                   |                                                           |            |  |
| 1780-1791 | Gustaf Adolphs ädelmod             |                                                    | Gustav III                                                                                        |                                                           |            |  |
| 1787-1792 | Visittimman                        | Olika kompositörer. Bland annat Kraus.             | Antoine Alexandre Henri Poinsinet (översättning av Adolf Fredrik Ristell)                         |                                                           |            |  |
| 1787      | Den bedragne advokaten             |                                                    | François Guillaume Ducray-Duminil (översättning av Adolf Fredrik Ristell)                         |                                                           |            |  |
| 1787-1788 | Adelaide                           |                                                    | Isak af Darelli                                                                                   |                                                           |            |  |
| 1787      | Skolmästaren                       |                                                    | Adolf Fredrik Ristell                                                                             |                                                           |            |  |
| 1787-1788 | Crediten                           |                                                    | Adolf Fredrik Ristell                                                                             |                                                           |            |  |
| 1787      | Wärdshuset                         |                                                    | Carl Michael Bellman                                                                              |                                                           |            |  |
| 1787      | För att vinna tiden                |                                                    | Carl Michael Bellman                                                                              |                                                           |            |  |
| 1787-1788 | Blomsterkrukan                     |                                                    | C. G. von Holthusen                                                                               |                                                           |            |  |
| 1787-1792 | Det oskyldiga bedrägeriet          |                                                    | Philippe Nericault (översättning av Didrik Gabriel Björn och Lars Hjortsberg)                     |                                                           |            |  |
| 1787      | Sidnej                             |                                                    | Jean-Baptiste Gresset                                                                             |                                                           |            |  |
| 1787      | Trolofvningen                      |                                                    |                                                                                                   |                                                           |            |  |
| 1787-1792 | Marcus Wimmerberg                  |                                                    | Jean Baptiste Poquelin (översättning av Adolf Fredrik Ristell)                                    |                                                           |            |  |
| 1788      | Fintbergs bröllop                  | Joseph Martin Kraus                                | C. G. von Holthusen                                                                               |                                                           |            |  |
| 1788      | Rångedala-Riddaren                 |                                                    | Elis Schröderheim                                                                                 |                                                           |            |  |
| 1788      | Den oförmodade upptäckten          |                                                    | Johan Magnus Lannerstjerna                                                                        |                                                           |            |  |
| 1788-1792 | Siri Brahe och Johan Gyllenstierna |                                                    |                                                                                                   |                                                           |            |  |
| 1788-1792 | Äfventyr öfver äfventyr            |                                                    |                                                                                                   |                                                           |            |  |
| 1788-1790 | Sune Jarl                          |                                                    | Gustaf Fredrik Gyllenborg                                                                         |                                                           |            |  |
| 1788-1792 | Den ena för den andra              |                                                    |                                                                                                   |                                                           |            |  |
| 1788-1792 | Helmfelt                           | Johan Fredrik Grenser                              | Gustav III                                                                                        |                                                           |            |  |
| 1788      | Landstigningen                     |                                                    | Didrik Gabriel Björn                                                                              |                                                           |            |  |
| 1788-1792 | Michel Wingler                     |                                                    |                                                                                                   |                                                           |            |  |
| 1788-1789 | Borgersmännene och julklappen      |                                                    | Carl Gustaf von Holthusen                                                                         |                                                           |            |  |
| 1789-1791 | Frode                              |                                                    | Wilhelm von Rosenheim                                                                             |                                                           |            |  |
| 1789      | Den döfva                          |                                                    | Louis Carrogis                                                                                    |                                                           |            |  |

### Operor
| År        | Titel                        | Kompositör                                                                                      | Libretto | Koreografi                          | Scenografi                                            | Övrigt |
| --------- | ---------------------------- | ----------------------------------------------------------------------------------------------- | --- | ----------------------------------- | ----------------------------------------------------- | ------ |
| 1773-1781 | Thetis och Pelée             | Francesco Antonio Uttini                                                                        | Johan Wellander                                                                                                | Louis Gallodier                     | L. Sundström, delvis efter C. Vigarini och J. Berain. |        |
| 1773-1780 | Acis and Galatea             | Georg Friedrich Händel (bearbetad av Hinrich Philip Johnsen med inslag av egenkomponerad musik) | Lars Lalin | Louis Gallodier                     |                                                       |        |
| 1773-1780 | Orfeus och Eurydike          | Christoph Willibald Gluck (bearbetad av Francesco Antonio Uttini)                               | Ranieri de' Calzabigi (översättning av Göran Rothman)                                                          |                                     | L. Sundström och J. E. Rehn.                          |        |
| 1774-1777 | Silvie                       | Jean-Claude Trial                                                                               | Pierre-Montan Berton (översättning av Christopher Manderström)                                                 | Louis Gallodier och Louis Frossard. | Carlo Bibiena                                         |        |
| 1776-1781 | Aline, drottning av Golkonda | Francesco Antonio Uttini                                                                        | Michel Jean Sedaine (översättning av Christoffer Bogislaus Zibet)                                              | Louis Gallodier                     |                                                       |        |
| 1776-1778 | Lucile                       | André Grétry (bearbetad av Lars Lalin)                                                          | Jean-François Marmontel (översättning av Anna Maria Lenngren)                                                  |                                     |                                                       |        |
| 1777-1781 | Alexis eller Deserteuren     | Pierre-Alexandre Monsigny                                                                       | Michel Jean Sedaine (översättning av Carl Stenborg)                                                            | Louis Gallodier                     |                                                       |        |
| 1778      | Procris och Cephal           | Hinrich Philip Johnsen (bearbetad av Lars Lalin)                                                | Jean-François Marmontel (översättning av Gudmund Jöran Adlerbeth)                                              |                                     |                                                       |        |
| 1778-1779 | Amphion                      | Johann Gottlieb Naumann                                                                         | A. L. Thomas (översättning av Gudmund Jöran Adlerbeth)                                                         |                                     |                                                       |        |
| 1778-1779 | Gripon och Martin            | André Grétry                                                                                    | Fenouillot de Falbaire (översättning av Christopher Manderström)                                               |                                     |                                                       |        |
| 1778-1780 | Zemire och Azor              | André Grétry (arrangerad av Daniel L. Wasenholtz och Pehr Frigel)                               | Jean-François Marmontel (översättning av Anna Maria Lenngren)                                                  |                                     |                                                       |        |
| 1778-1791 | Ifigenia på Tauris           | Christoph Willibald Gluck (bearbetade akt I och II Daniel L. Wasenholtz och akt III Lars Lalin) | François-Louis Gand Le Bland Du Roullet (översättning av Christopher Manderström)                              | Louis Gallodier                     |                                                       |        |
| 1780      | Arséne                       | Pierre-Alexandre Monsigny (bearbetad av Pehr Frigel)                                            | Charles Simon Favart (översättning av Anna Maria Lenngren)                                                     | Louis Gallodier                     |                                                       |        |
| 1781      | Alceste                      | Christoph Willibald Gluck                                                                       | Ranieri de' Calzabigi (översättning av Carl Johan Hertzenhjelm, Akt I och II, Johan Henric Kellgren, Akt III ) | Louis Gallodier                     |                                                       |        |
| 1781      | Roland                       | Niccolò Piccinni (bearbetad av Lars Lalin)                                                      | Jean-François Marmontel (översättning av Adolf Fredrik Ristell)                                                | Louis Gallodier                     |                                                       |        |
| 1787      | Giannina e Bernardone        | Domenico Cimarosa                                                                               | Filippo Livigni                                                                                                |                                     |                                                       |        |

### Baletter
| År        | Titel                  | Kompositör            | Libretto                                                                            | Koreografi                                  | Scenografi | Övrigt                                                          |
| --------- | ---------------------- | --------------------- | ----------------------------------------------------------------------------------- | ------------------------------------------- | ---------- | --------------------------------------------------------------- |
| 1775-1779 | Æglé                   | Henrik Philip Johnsen | Pierre Laujon (översättning av Gudmund Jöran Adlerbeth)                             | Louis Gallodier                             |            | Operabalett.                                                    |
| 1775      | Neptunus och Amfitrite | Henrik Philip Johnsen | (översättning av Gudmund Jöran Adlerbeth)                                           | Louis Gallodier                             |            | Operabalett.                                                    |
| 1776-1779 | Adonis                 | C. Walther            | Pierre-Joseph Bernard, "Les surprises de l'amour" (översättning av C. H. Klintberg) | Louis Gallodier                             |            | Operabalett.                                                    |
| 1776      | Isabelle och Gertrud   |                       |                                                                                     | Louis Gallodier                             |            | Pantomimbalett.                                                 |
| 1779      | Diana och Endymion     |                       |                                                                                     | Louis Gallodier                             |            | Pantomimbalett.                                                 |
| 1781      | Anette och Lubin       |                       |                                                                                     | Jean-Rémy Marcadet och Antoine Bournonville |            | Pantomimbalett.                                                 |
| 1785-1789 | Tillfälle gör tjuven   |                       |                                                                                     | Louis Gallodier                             |            | Pantomimbalett.                                                 |
| 1789-1791 | Roxelanes kröning      | Joseph Martin Kraus   |                                                                                     | Jean-Rémy Marcadet                          |            | Dansdivertissement                                              |
| 1790      | Le Sculpteur dupé      |                       |                                                                                     | Jean-Rémy Marcadet                          |            | Pantomimbalett. Framförd av Kungliga franska truppen 1781-1792. |
| 1790-1792 | Persée et Andromède    |                       |                                                                                     | Jean-Rémy Marcadet                          |            | Pantomimbalett.                                                 |
| 1791      | Det dubbla giftermålet |                       |                                                                                     | Jean-Rémy Marcadet                          |            | Pantomimbalett.                                                 |
| 1791      | Les petits riens       |                       |                                                                                     | Jean-Rémy Marcadet                          |            | Pantomimbalett. Framförd av Kungliga franska truppen 1781-1792. |
| 1791      | Fandango               |                       |                                                                                     | Jean-Rémy Marcadet                          |            | Framförd av Kungliga franska truppen 1781-1792.                 |